# Partido Demócrata Esloveno
El Partido Democrático Esloveno (SDS — esloveno: Slovenska demokratska stranka) es un partido político esloveno, populista de derechas, euroescéptico, contrario a la inmigración y alineado a las posturas del Grupo de Visegrado. Está liderado por el primer ministro, Janez Janša. A nivel europeo, con tres eurodiputados de siete posibles conseguidos en las elecciones de 2014, es miembro del Partido Popular Europeo. La organización juvenil del partido se denomina Jóvenes Democráticos Eslovenos, cuenta con 5.000 afiliados y su líder es Nikolaj Oblak.
Los orígenes del SDS provienen de dos de los principales partidos de la Oposición Democrática de Eslovenia, coalición surgida a finales de la etapa comunista en 1989. Concretamente de la Unión Democrática Eslovena y la Unión Social-Demócrata.
En las elecciones legislativas de 2004, el SDS consiguió el 29,1% de los votos, lo que se traduce en 29 escaños de 90 posibles en la Asamblea Nacional de Eslovenia. Fue el partido más votado, seis puntos por encima de la gubernamental Democracia Liberal de Eslovenia. El líder del partido fue nombrado primer ministro, formando una coalición de cuatro partidos.
En las elecciones parlamentarias de Eslovenia de 2022 el partido ocupó el segundo lugar tras haber obtenido el 23,5% de los votos.

## Representación en la Asamblea Nacional

### Resultados electorales
| Fecha | Votos        | %     | Diputados | +/- | Estatus               |
| ----- | ------------ | ----- | --------- | --- | --------------------- |
| 1990  | 79.951 (#7)  | 7,39  | 6/80      |     | Coalición             |
| 1992  | 39.675 (#8)  | 3,34  | 4/90      | 2   | Coalición             |
| 1996  | 172.470 (#3) | 16,13 | 16/90     | 12  | Oposición             |
| 2000  | 170.228 (#2) | 15,81 | 14/90     | 2   | Oposición             |
| 2004  | 281.710 (#1) | 29,08 | 29/90     | 15  | Coalición             |
| 2008  | 307.735 (#2) | 29,26 | 28/90     | 1   | Oposición             |
| 2011  | 288.719 (#2) | 26,19 | 26/90     | 2   | Coalición             |
| 2014  | 181.052 (#2) | 20,71 | 21/90     | 5   | Oposición             |
| 2018  | 222.042 (#1) | 24,92 | 25/90     | 4   | Oposición (2018-2020) |
| 2018  | 222.042 (#1) | 24,92 | 25/90     | 4   | Coalición (2020-2022) |
| 2022  | 276.177 (#2) | 23,52 | 27/90     | 2   | Oposición             |

#### Elecciones europeas
| Fecha | Votos        | %     | Diputados | +/-         |
| ----- | ------------ | ----- | --------- | ----------- |
| 2004  | 76.945 (#3)  | 17,65 | 2/7       |             |
| 2009  | 123.563 (#1) | 26,66 | 3/8       | 1           |
| 2014  | 99.643 (#1)  | 24,78 | 3/8       | Sin cambios |
| 2019a | 126.534 (#1) | 26,25 | 2/8       | 1           |
| 2024  | 206.368 (#1) | 30,61 | 4/8       | 2           |

a En coalición con el Partido Popular Esloveno.